# Evangelický kostel (Moraveč)
Evangelický kostel v Moravči v okrese Pelhřimov na Českomoravské vrchovině je památkově chráněn od roku 1958. Jedná se o jeden z tolerančních kostelů.

## Historie

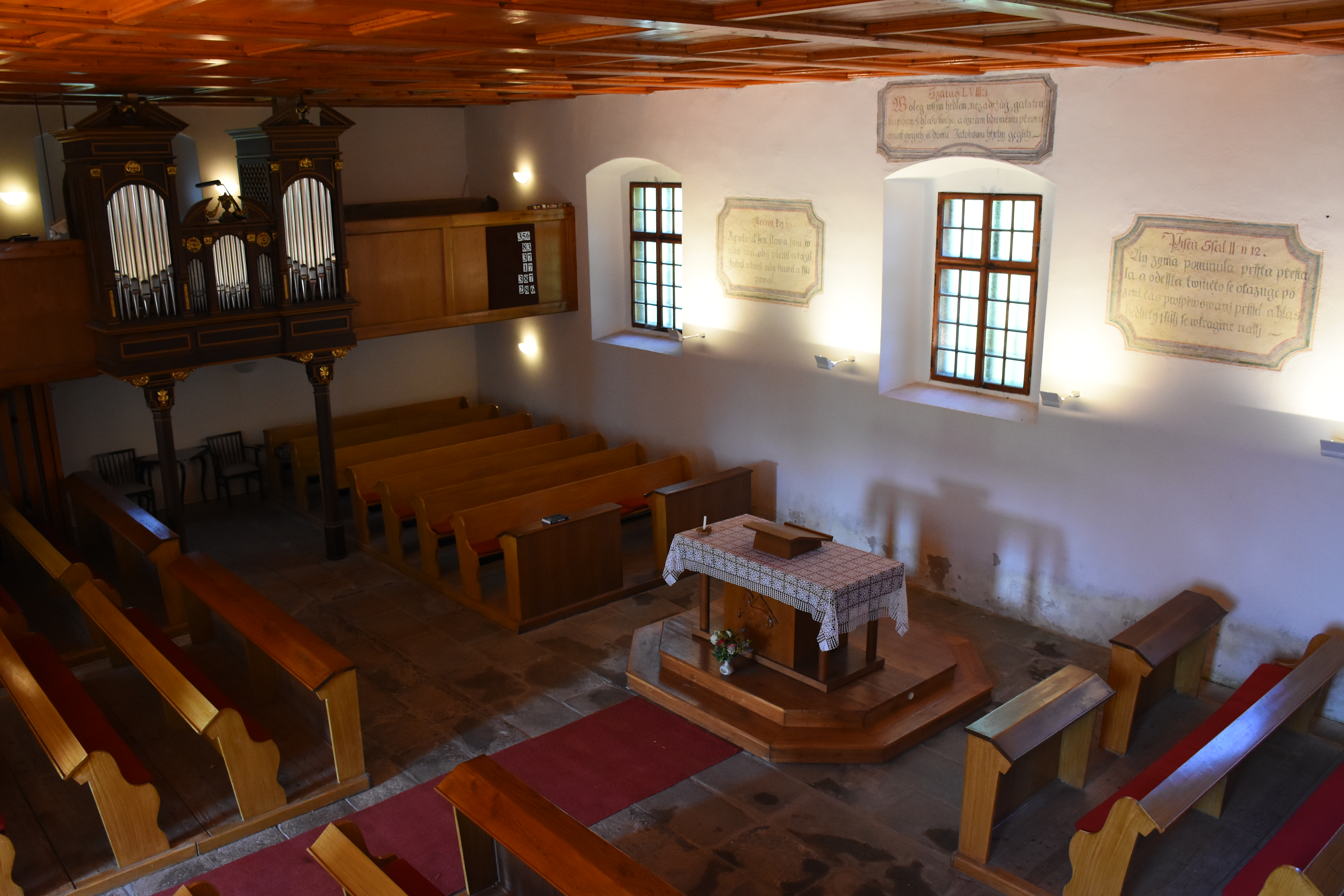
Interiér

Během protireformace zůstalo v kraji zůstalo mnoho tajných evangelíků. Po vyhlášení tolerančního patentu se obyvatelé obce přihlásili na doporučení místní vrchnosti nejprve k augspurskému vyznání, ale záhy se přehlásili k vyznání reformovanému.
Toleranční sbor reformovaného vyznání byl ustaven v roce 1784. Prvním pastorem a kazatelem byl původem uherský šlechtic Jan II. Szalatnay, který přišel do Moravče jako pětadvacetiletý čerstvý absolvent bohoslovecké fakulty v Sárospataku. Za tři měsíce se naučil česky, první české kázání měl 29. února 1784 v Moravči ve stodole u Jírů. V Moravči zůstal až do smrti v roce 1827. Je pohřben na evangelickém hřbitově se svojí manželkou a některými z deseti dětí.
V roce 1784 byla postavena dřevěná fara a v roce 1785 se začalo se stavbou zděné modlitebny podle platných tolerančních předpisů – bez věže a s vchodem, který nevedl k silnici, nýbrž na hřbitov. Modlitebna byla vysvěcena již 4. listopadu 1785. Původní obdélná budova byla v roce 1876 rozšířena o novogotickou věž.

## Architektura a vybavení
V roce 1876 za působení faráře Josefa Toula byla v ose delší stěny přistavena vysoká čtyřboká věž zakončená stanovou střechou, původní dveře zazděny a vstupní vybudovány pod věží směrem k silnici.
Plán přestavby původní toleranční modlitebny a přístavbu věže v novogotickém slohu navrhl stavitel Štěpán Walser z Pelhřimova.
Chrám i věž byly opravovány v roce 1931, znovu v šedesátých letech 20. století a naposledy v letech 1993–1996.
Vnitřní vybavení odpovídalo tolerančním zvyklostem. Při opravách byly zrestaurovány nápisy na zdech modlitebny s biblickými verši z roku 1788.

## Fara
Dřevěná fara postavená v roce 1784 byla ze dřeva a rychle zchátrala, v roce 1789 byla postavena nová zděná, která sloužila až do dvacátých let 20. století. V letech 1928–1929 byla postavena fara nová, opravována byla v letech 1986–1989. Fara je obydlím faráře a využívá se také pro sborový život.

## Evangelická škola
Škola byla zřízena v roce 1785 v hospodářském stavení (čeledníku) fary. V letech 1787–1788 byla vystavena dřevěná škola, která neměla dlouhého trvání. Zděná škola byla postavena v roce 1810, v roce 1853 byla nahrazena novou budovou rozšířenou v roce 1891 tak, aby v ní mohly být umístěny dvě třídy. V roce 1876 získala škola právo veřejnosti, ale z nedostatku finančních prostředků byla v roce 1902 zrušena. Budova byla pro školní účely využívána až do roku 1977 (byla v ní umístěna obecná a později základní škola).

## Hřbitov
Hřbitov byl založen současně s farou v roce 1784, v majetku Českobratrské církve evangelické je dosud. Na hřbitově jsou pochováni moravečtí faráři.